# بيتر ريجسبريك

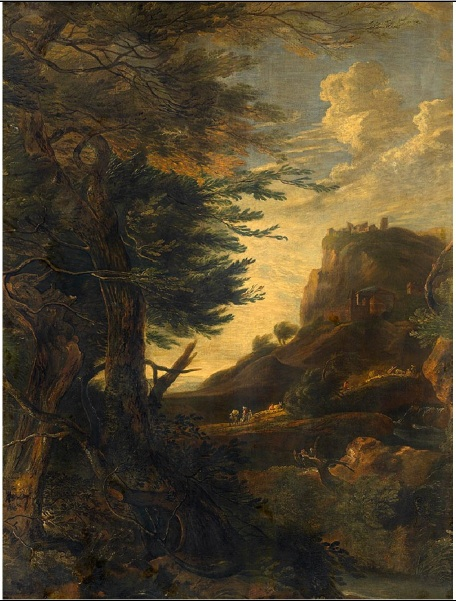
منظر جمالي

بيتر ريجسبرايك  ولد حوالي 1655 – توفي حوالي 1729 كان رسامًا فلمنكيًا للمناظر الطبيعية، كما عمل رسامًا وصانع مطبوعات امتدت مسيرته الفنية إلى المستوى الدولي، حيث انتقل إلى إنجلترا وباريس.وكان أبناؤه، بيتر أندرياس ريسبراك وجون مايكل ريسبراك رسامًا ونحاتًا ناجحين في إنجلترا في القرن الثامن عشر

## روابط خارجية
قالب:ACArt